# Ricardo Horta
Ricardo Horta (Sobreda, 15 de septiembre de 1994) es un futbolista portugués. Juega en la posición de delantero y su club es el S. C. Braga de la Primeira Liga de Portugal.

## Trayectoria
Se formó en las categorías inferiores del Sport Lisboa e Benfica antes de ser traspasado en 2011 al Vitória de Setúbal, equipo con el que debutó en la Primeira Liga durante la temporada 2012-13. En la siguiente jugó 34 partidos en esta categoría en los que marcó siete goles.
El 12 de julio de 2014 se hizo oficial su incorporación al Málaga Club de Fútbol para las siguientes cinco temporadas, hasta la 2018-19. Después de dos años en el equipo fue cedido al S. C. Braga, que en julio de 2017 lo adquirió en propiedad.
Con el conjunto bracarense ganó la Copa de la Liga de Portugal 2019-20 y la Copa de Portugal 2020-21, marcando en ambas finales ante el F. C. Porto y el S. L. Benfica respectivamente. En agosto de 2021 el club comunicó que habían recibido una oferta del Atlanta United de 17,8 millones de dólares para ficharlo, siendo esta cantidad superior a los 15 millones de euros por los que acordaron que le dejarían salir en su última renovación de contrato, pero el jugador se negó a marchar en ese momento. Como consecuencia, se le ofreció seguir en el club hasta 2026. El 15 de mayo de 2022, en el último partido de la temporada, se convirtió con 93 goles en el máximo goleador histórico del club.

## Selección nacional
Fue internacional con las selecciones sub-19, sub-20 y sub-21 de Portugal. Con el combinado sub-21 disputó el Torneo Esperanzas de Toulon en el que logró tres goles en cinco partidos.
El 29 de agosto de 2014 fue convocado con la selección de fútbol de Portugal, con la que debutó entrando en la segunda parte en la derrota ante Albania por 0 a 1 en partido de clasificación para la Eurocopa 2016. No volvió a jugar con el combinado nacional hasta el 2 de junio de 2022, logrando ese día su primer gol que sirvió para empatar ante España en la Liga de Naciones de la UEFA 2022-23.

### Participaciones en Copas del Mundo
| Mundial      | Sede  | Resultado        | Partidos | Goles |
| ------------ | ----- | ---------------- | -------- | ----- |
| Mundial 2022 | Catar | Cuartos de final | 3        | 1     |

## Estadísticas

### Clubes
Actualizado al 17 de agosto de 2025.
| Club                   | Div.          | Temporada     | Liga  | Liga  | Copas nacionales | Copas nacionales | Copas internacionales | Copas internacionales | Total | Total |
| Club                   | Div.          | Temporada     | Part. | Goles | Part.            | Goles            | Part.                 | Goles                 | Part. | Goles |
| ---------------------- | ------------- | ------------- | ----- | ----- | ---------------- | ---------------- | --------------------- | --------------------- | ----- | ----- |
| Vitória F. C. Portugal | 1.ª           | 2012-13       | 6     | 0     | 0                | 0                | ―                     | ―                     | 6     | 0     |
| Vitória F. C. Portugal | 1.ª           | 2013-14       | 28    | 7     | 8                | 0                | ―                     | ―                     | 36    | 7     |
| Vitória F. C. Portugal | Total club    | Total club    | 34    | 7     | 8                | 0                | 0                     | 0                     | 42    | 7     |
| Málaga C. F. · España  | 1.ª           | 2014-15       | 31    | 1     | 6                | 2                | ―                     | ―                     | 37    | 3     |
| Málaga C. F. · España  | 1.ª           | 2015-16       | 17    | 0     | 2                | 0                | ―                     | ―                     | 19    | 0     |
| Málaga C. F. · España  | Total club    | Total club    | 48    | 1     | 8                | 2                | 0                     | 0                     | 56    | 3     |
| S. C. Braga Portugal   | 1.ª           | 2016-17       | 32    | 6     | 7                | 2                | 5                     | 1                     | 44    | 9     |
| S. C. Braga Portugal   | 1.ª           | 2017-18       | 30    | 11    | 6                | 0                | 7                     | 1                     | 43    | 12    |
| S. C. Braga Portugal   | 1.ª           | 2018-19       | 34    | 8     | 8                | 0                | 2                     | 2                     | 44    | 10    |
| S. C. Braga Portugal   | 1.ª           | 2019-20       | 33    | 12    | 8                | 6                | 11                    | 6                     | 52    | 24    |
| S. C. Braga Portugal   | 1.ª           | 2020-21       | 32    | 9     | 10               | 3                | 7                     | 3                     | 49    | 15    |
| S. C. Braga Portugal   | 1.ª           | 2021-22       | 32    | 19    | 5                | 0                | 12                    | 4                     | 49    | 23    |
| S. C. Braga Portugal   | 1.ª           | 2022-23       | 30    | 14    | 7                | 1                | 8                     | 2                     | 45    | 17    |
| S. C. Braga Portugal   | 1.ª           | 2023-24       | 28    | 9     | 7                | 4                | 10                    | 0                     | 45    | 13    |
| S. C. Braga Portugal   | 1.ª           | 2024-25       | 34    | 11    | 6                | 1                | 14                    | 3                     | 54    | 15    |
| S. C. Braga Portugal   | 1.ª           | 2025-26       | 2     | 2     | 0                | 0                | 4                     | 0                     | 6     | 2     |
| S. C. Braga Portugal   | Total club    | Total club    | 287   | 101   | 64               | 17               | 80                    | 22                    | 431   | 140   |
| Total carrera          | Total carrera | Total carrera | 369   | 109   | 80               | 19               | 80                    | 22                    | 529   | 150   |
| 1. 2.                  |               |               |       |       |                  |                  |                       |                       |       |       |

## Palmarés

### Títulos nacionales
| Título                      | Club        | País     | Año  |
| --------------------------- | ----------- | -------- | ---- |
| Copa de la Liga de Portugal | S. C. Braga | Portugal | 2020 |
| Copa de Portugal            | S. C. Braga | Portugal | 2021 |
| Copa de la Liga de Portugal | S. C. Braga | Portugal | 2024 |